# Cantone di Levens
Il Cantone di Levens era una divisione amministrativa dell'arrondissement di Nizza.
A seguito della riforma approvata con decreto del 24 febbraio 2014, che ha avuto attuazione dopo le elezioni dipartimentali del 2015, è stato soppresso.

## Composizione
Comprendeva 9 comuni:
- Aspremont
- Castagniers
- Colomars
- Duranus
- Levens
- La Roquette-sur-Var
- Tourrette-Levens
- Saint-Blaise
- Saint-Martin-du-Var